# Myrica hartwegii
Myrica hartwegii là một loài thực vật có hoa trong họ Myricaceae. Loài này được S. Watson mô tả khoa học đầu tiên năm 1875.